# Igor Leonyidovics Csiszlenko
Igor Leonyidovics Csiszlenko (oroszul: Игорь Леонидович Численко; Moszkva, 1939. január 4. – Moszkva, 1994. szeptember 22.) orosz labdarúgó, edző.
A szovjet válogatott tagjaként részt vett az 1962-es, az 1966-os világbajnokságon, illetve az 1964-es és az 1968-as Európa-bajnokságon.

## Sikerei, díjai
Gyinamo Moszkva
- Szovjet bajnok (3): 1957, 1959, 1963
- Szovjet kupa (2): 1966–67, 1970

Szovjetunió
- Európa-bajnoki döntős (1): 1964